# فيضاوا (سقز)
قرية فيضاوا (بالكردية: فەیزاوا) هي إحدى القرى التابعة لـكولتبه في ريف قسم زيويه من مقاطعة سقز، في محافظة كردستان الإيرانية.

## السكان
حسب إحصاءات سنة 2006، بلغ إجمالي السكان في فيضاوا 176 نسمة وعدد المساكن 38 مسكن. لغة سكان فيضاوا هي اللغة الكردية و هم من أهل السنة والجماعة والمذهب الشافعي.